# Chthonius globifer
Chthonius globifer es una especie de arácnido  del orden Pseudoscorpionida de la familia Chthoniidae.

## Distribución geográfica
Se encuentra en Suiza y Francia.